# ماسا ماریتیما
ماسا ماریتیما (به ایتالیایی: Massa Marittima) یک کومونه در ایتالیا است که در استان گروستو واقع شده‌است.

## خصوصیات
ماسا ماریتیما ۲۸۳٫۷۳ کیلومترمربع مساحت و ۸٬۴۸۳ نفر جمعیت دارد و ۳۸۰ متر بالاتر از سطح دریا واقع شده‌است.

## خواهرخوانده
شهر برنالدا خواهرخواندهٔ ماسا ماریتیما هست.